# Aizooideae
Aizooideae je potporodica biljaka, dio porodice čupavica. Sastoji se od pet rodova, a tipični je Aizoon

## Podrijetlo, biogeografija i starost Aizooideae (izvan južne Afrike)
Aizooideae je rano divergirajuća loza unutar Aizoaceae. Najraznolikiji je u južnoj Africi, ali također ima endemske vrste u Australaziji, Euroaziji i Južnoj Americi. Cornelia Klak, Pavel Hanáček i Peter V. Bruyns kažu 
“Izveli smo filogenetsku hipotezu iz Bayesove analize i analize maksimalne vjerojatnosti DNA-sekvenci plastida. Nalazimo da jedan od sedam rodova, fynbos-endemski Acrosanthes, ne pripada Aizooideae, već je drevna sestrinska loza potporodice Mesembryanthemoideae i Ruschioideae. Galenia i Plinthus su ugrađeni unutar Aizoona, i Aizoanthemuma je polifiletičan. Namibijski endem Tetragonia schenckii sestra je Tribulocarpusa iz Sesuvioideae. Za Aizooideae, istražili smo njihovu moguću starost pomoću opuštenog Bayesovog datiranja i upotrijebili Bayesovu binarnu MCMC rekonstrukciju područja predaka kako bismo istražili njihovo područje podrijetla. Rana diverzifikacija dogodila se u južnoj Africi u eocenu-oligocenu, s podjelom na uglavnom afričku lozu i euroazijsko-australsko-afričko-južnoameričku lozu. Oni su kasnije zračili u ranom miocenu. Što se tiče Tetragonije, kolonizacija Australazije putem širenja na velike udaljenosti iz Euroazije dovela je do australazijske loze iz koje je došlo do naknadnog širenja u Južnu Ameriku i Južnu Afriku. Unatoč relativno staroj starosti Aizooideae, više od polovice vrsta zračilo je od pliocena, što se podudara s velikom i brzom diverzifikacijom Ruschioideae. Loza sastavljena od Tetragonia schenckii & Tribulocarpus odvojila se od ostatka Sesuvioideae već sredinom oligocena i njezina disjunktivna distribucija između Namibije i sjeveroistočne Afrike mogla bi biti rezultat prethodne šire distribucije unutar rane aridne afričke flore. Naša rekonstrukcija karakternih stanja predaka ukazuje na to da su kobilice koje se šire iz kojih nastaju higrohastični plodovi nastale samo jednom, tj. nakon odvajanja Sesuvioideae od ostatka Aizoaceae i da su kasnije mnogo puta izgubljene. Različiti krilati i šiljasti plodovi, prilagođeni širenju vjetrom i životinjama, razvili su se neovisno u Aizooideae i Sesuvioideae. Tada postoji veća raznolikost sustava raspršivanja u ranijim linijama nego u Mesembryanthemoideae i Ruschioideae, gdje se raspršivanje uglavnom postiže kišom.”

## Rodovi
Rodovi:
1. Aizoanthemopsis Klak (1 sp.)
2. Gunniopsis Pax (14 spp.)
3. Tetragonia L. (50 spp.)
4. Aizoanthemum Dinter ex Friedrich (4 spp.)
5. Aizoon L. (42 spp.)